# Insulasaurus arborens
Insulasaurus arborens — вид сцинкоподібних ящірок родини сцинкових (Scincidae). Ендемік Філіппін.

## Поширення і екологія
Insulasaurus arborens мешкають на островах Негрос (зокрема на горі Талініс і в національному парку Північний Негрос), Панай, Пан-де-Азукар і Масбате. Вони живуть в первинних і вторинних вологих тропічних лісах, на узліссях, в лісовій підстилці, під опалим листям і хмизом, іноді на нижній частині стовбурів дерев та біля струмків. Зустрічаються на висоті до 1600 м над рівнем моря.